# Hamei
Hameiul (Humulus lupulus), este o specie perenă a genului de plante erbacee Humulus care aparține familiei Cannabaceae, care include și genus Cannabis (cânepă: plantă textilă și medicinală).
Genul Humulus ca atare are trei specii, din care una are cinci varietăți.
Specia H. lupulus are frunze cu 3–5 lobi.

## Istoria
Prima cultivare de hamei atestată documentar a avut loc în 736 d.Hr. în regiunea Hallertau din regiunile pe care se află Germania astăzi, iar prima menționare a utilizării hameiului în producția de bere este datată în anul 1079 d. Hr.

## Răspândire
Crește în flora spontană din lunci, tufișuri, zăvoaie, crânguri, pe garduri, în zona de câmpie și deal, până la 800–1000 m.

## Principii active
Conține ulei volatil (cca. 1%) cu sescviterpene, esteri valerianici, geraniol, mircen, principii amre (humulona, lupulona), flavonoide, tanin.

## Utilizări
Inflorescența de hamei este de tip ament, popular denumită con. Conurile de hamei sunt o materie primă importantă la fabricarea berii, fiind un agent de stabilitate în bere. Acizii de hamei au un efect antibiotic slab contra bacteriei gram-pozitive care favorizează activitatea exclusivă a drojdiei de bere în fermentarea berii.
Hameiul mai este folosit și în bucătărie, din acesta preparându-se o mâncare asemănătoare celei de spanac.

## Acțiune farmacologică
Sedativ nervos major, tonic-aperitiv și stomachic, anafrodisiac, diuretic cu eliminare de acid uric, calmant al durerilor provocate de menstruație, activează circulația sanguină, coleretic-colagog, astringent, antitrichomonazaic.

## Imagini

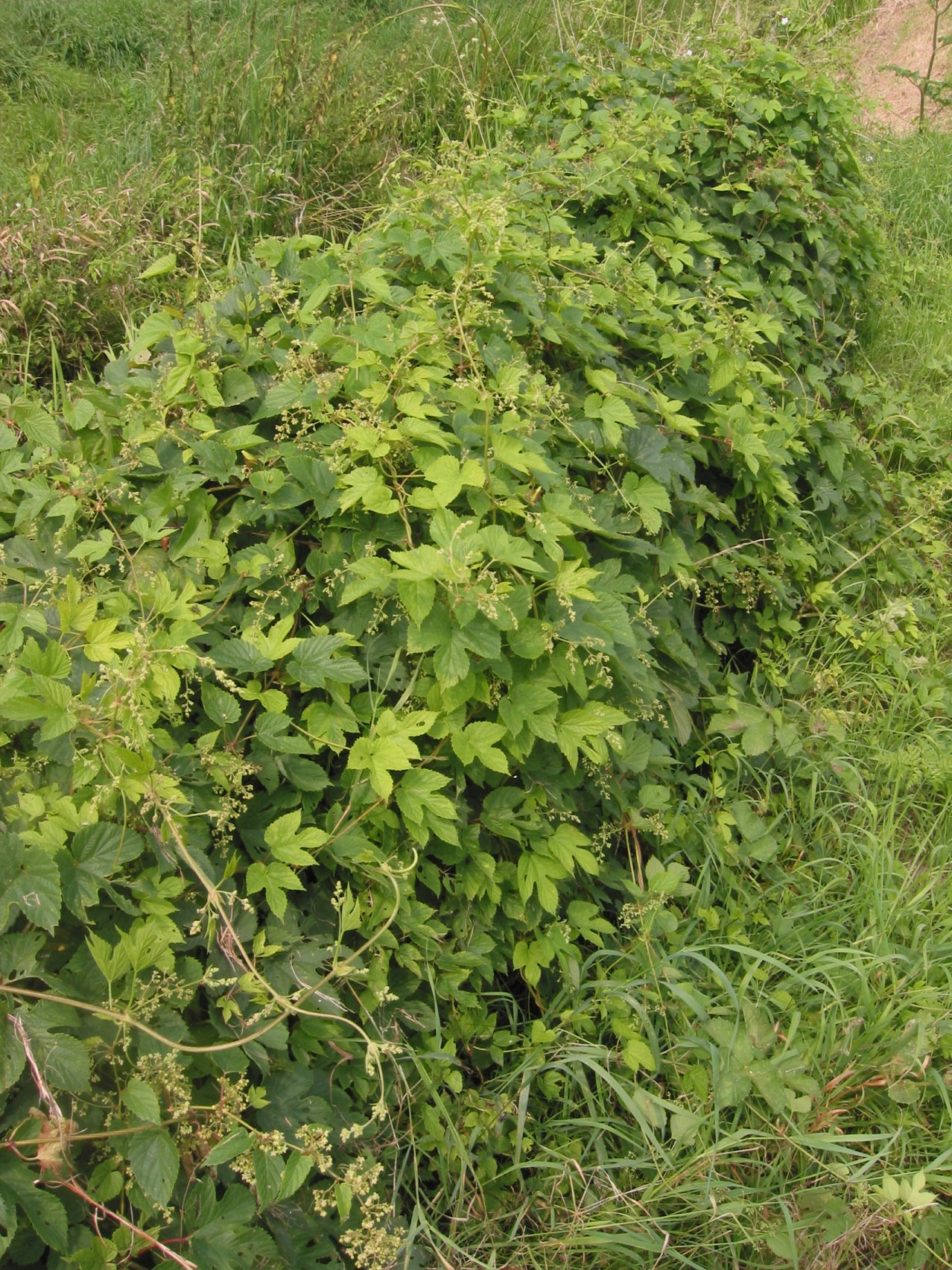
Plantă cu flori mascule
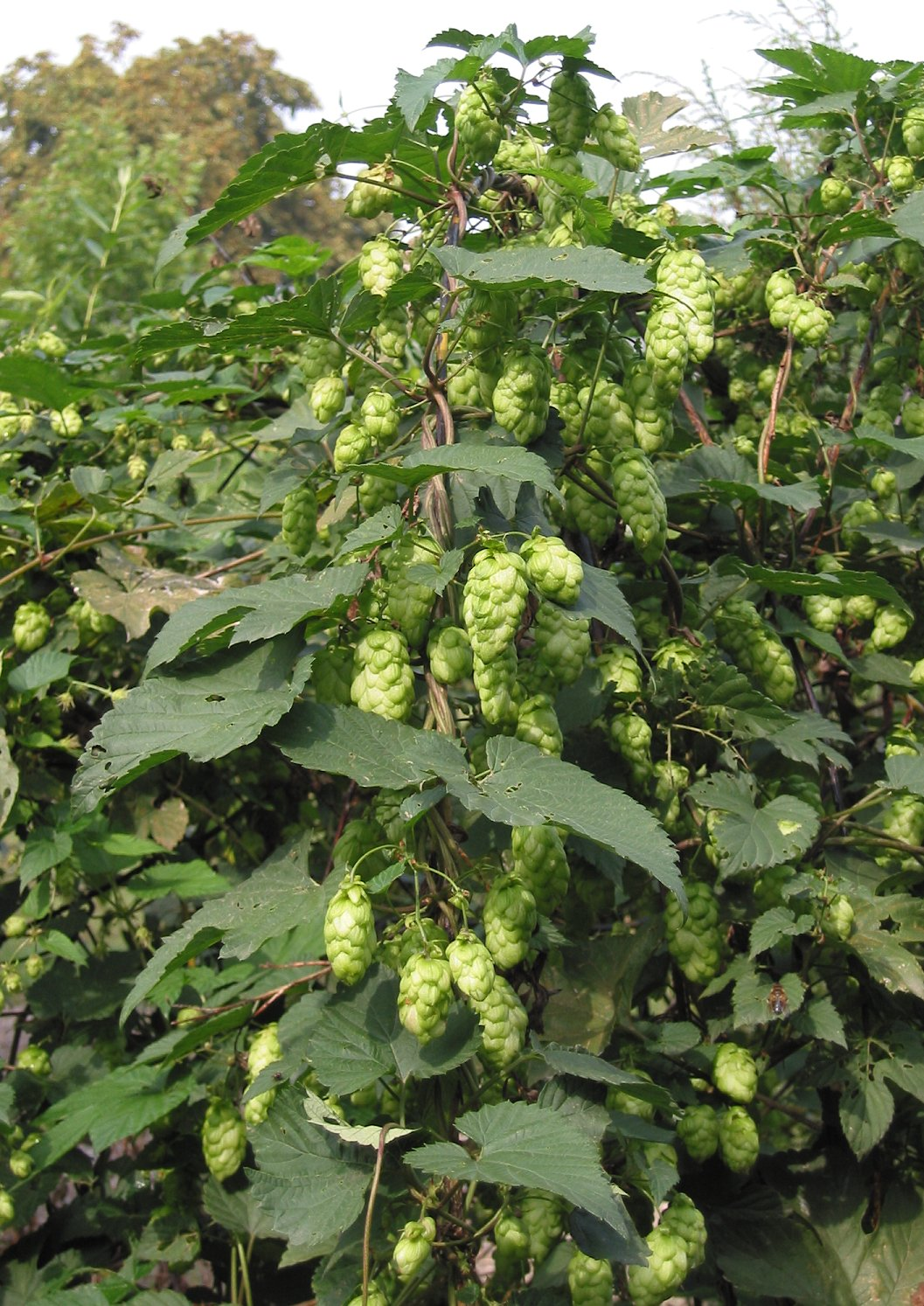
Plantă cu flori femele
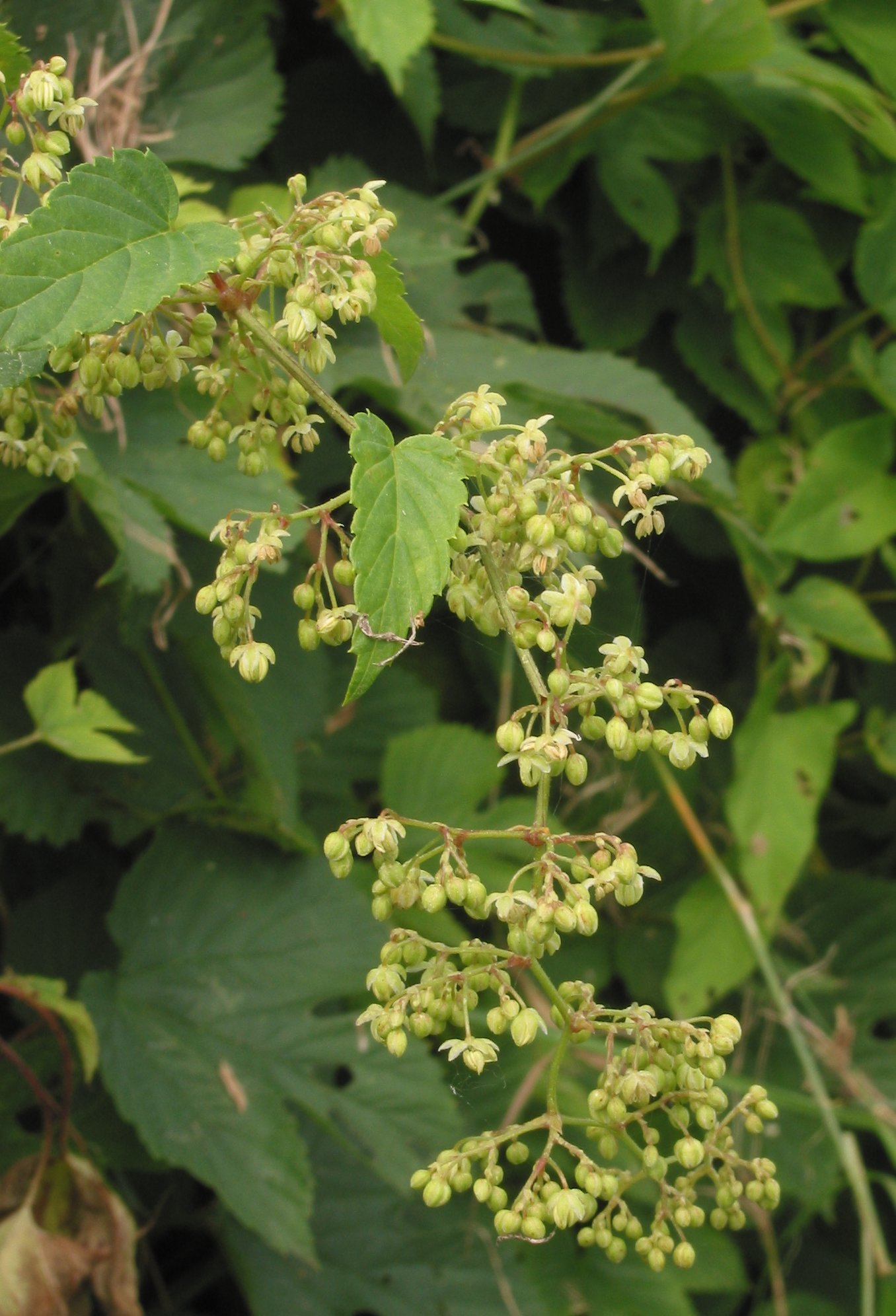
Inflorescențe mascule
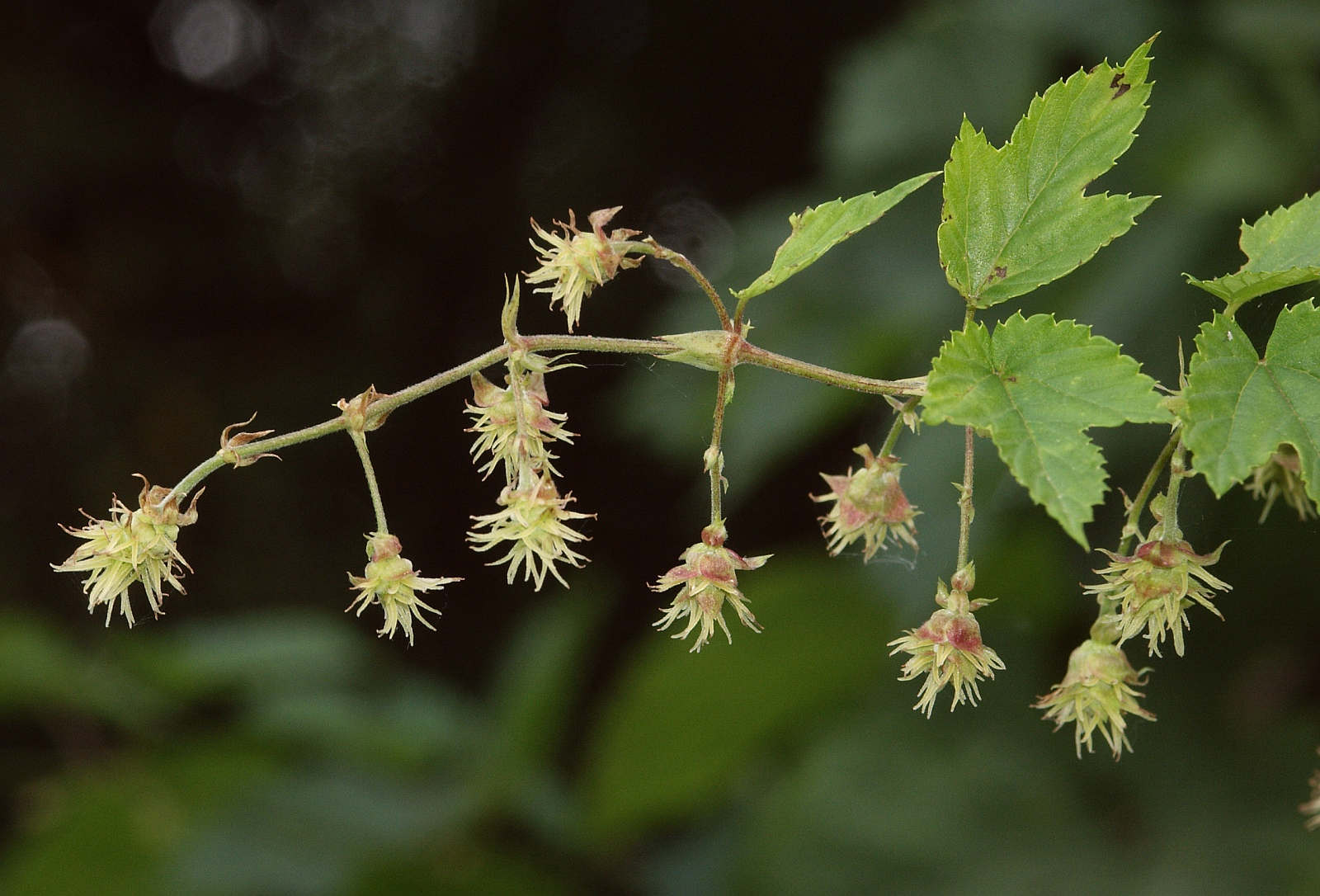
Inflorescențe femele
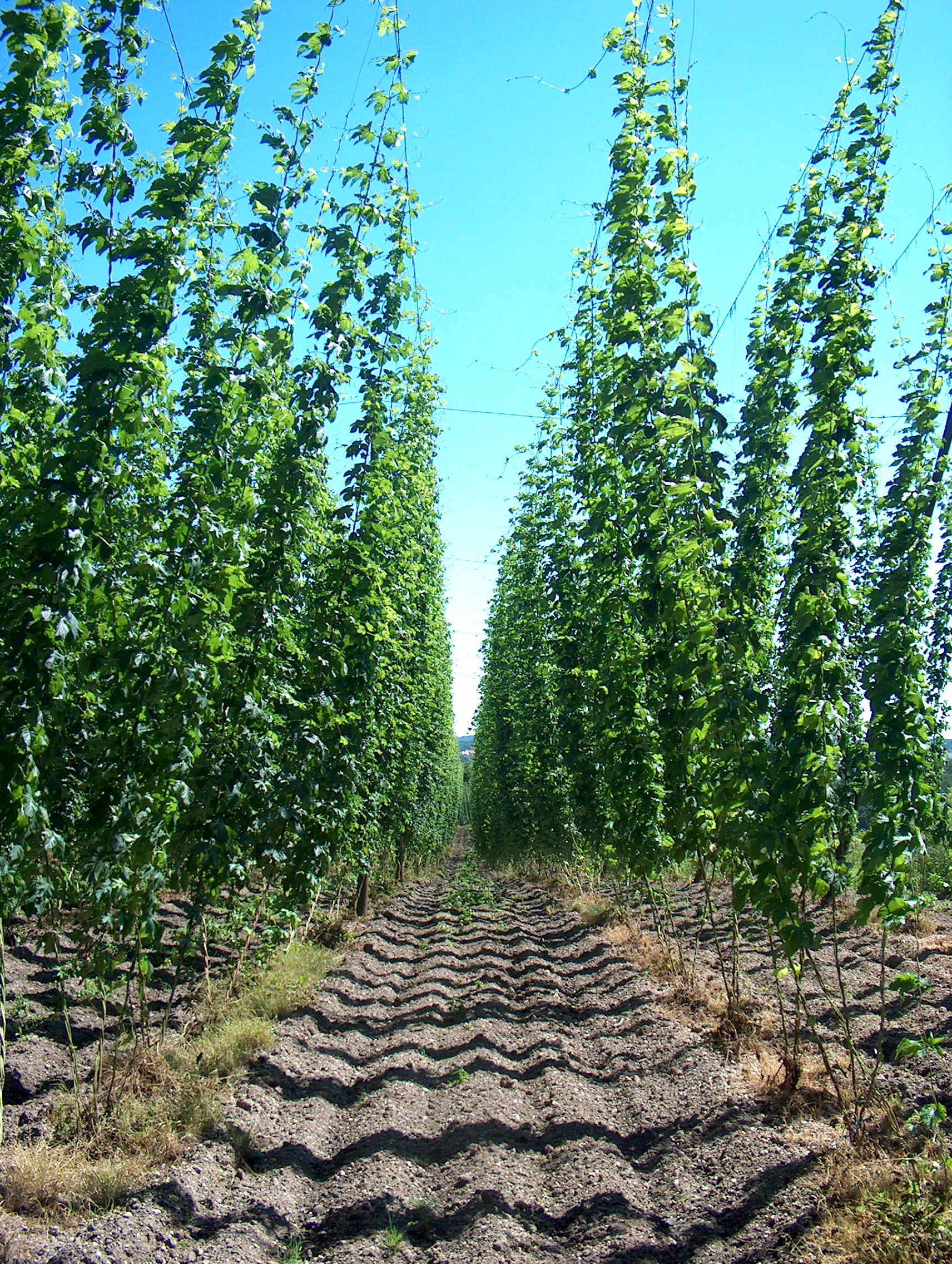
Plantație de hamei